# 小森七郎
小森 七郎（こもり しちろう、1873年〈明治6年〉10月6日 - 1962年〈昭和37年〉9月26日）は、日本の逓信官僚。栃木県出身。

## 来歴・人物
東京帝国大学卒業。逓信省に入り、逓信局長などを歴任。1936年第2代NHK会長に就任。戦後、NHK会長のため公職追放となる（1951年追放解除）。
1956年文化功労者。墓所は多磨霊園(12-1-2)。息子の元妻は映画評論家の小森和子。

## 著作
- 『資産増殖の要領』広文堂書店、1904年1月。 NCID BA84687909。全国書誌番号:40034926 NDLJP:803008。
- 『我が放送事業の現況 聴取者五百万突破に際して』日本放送協会、1940年8月。全国書誌番号:46066728 NDLJP:1686921。